# Chyroke (oblast de Dnipropetrovsk)
Chyroke (en ukrainien : Широке) ou Chirokoïe (en russe : Широкое) est une commune urbaine de l'oblast de Dnipropetrovsk, en Ukraine, et le centre administratif du raïon de Chyroke. Sa population s'élevait à 10 436 habitants en 2013.

## Géographie
Chyroke se trouve sur la rive droite de la rivière Inhoulets, un affluent du Dniepr, à 28 km au sud de Kryvyï Rih, à 154 km au sud-ouest de Dnipro et à 366 km au sud-est de Kiev.

## Histoire
Chyroke fut fondé au XVIIIe siècle, sur les terres d'hivernage des Cosaques de la Nouvelle Sitch. Le village comptait 4 976 habitants en 1886. Il accéda au statut de commune urbaine en 1938.

## Population
Recensements (*) ou estimations de la population :
| 1959* | 1970*  | 1979*  | 1989*  | 2001*  |
| ----- | ------ | ------ | ------ | ------ |
| 8 513 | 10 620 | 11 356 | 11 722 | 11 342 |

| 2009   | 2010   | 2011   | 2012   | 2013   |
| ------ | ------ | ------ | ------ | ------ |
| 10 337 | 10 284 | 10 248 | 10 543 | 10 436 |

## Économie
L'économie locale repose sur le Combinat d'extraction et d'enrichissement minier d'Inhoulets (en ukrainien : Інгулецький гірничо-збагачувальний комбінат, Inhouletskyï hirnytcho-zbahatchouvalnyï ; en russe : Ингулецкий Горно-Обогатительный Комбинат, Ingouletski Gorno-Obogatitelny Kombinat), en abrégé InHok (ukrainien) ou InGok (russe), qui est situé au sud-ouest de Chyroke et extrait du minerai de fer depuis 1966. L'entreprise emploie 8 600 salariés en 2009.